# Пшавия
Пша́ви (груз. ფშავი) — небольшая историко-географическая область в Грузии (современный край Мцхета-Мтианети), расположена на южных склонах Большого Кавказа вдоль реки Арагви ниже реки Иори. Местные жители — пшавы — говорят на пшавском диалекте грузинского языка, исповедуют православие. Их история и традиции похожи на других горцев Грузии (хевсуры, тушины). Центром Пшави является село Шуапхо (груз. შუაფხო).

## География
Расположена в ущелье Арагви и охватывает современный муниципалитет Душети. Её площадь составляет около 550 км2. Пшави граничит на северо-востоке с главным хребтом Кавказа, который отделяет его от Тушети и Внешней Хевсурети, на западе — с Внутренней Хевсурети, Гудамакари, Хандо и Чартали, на юге — с Шида Картли, а на востоке — с Эрцо-Тианети. Пшави разделена на две части: от истоков Пшавской Арагви до Орцкали находится — Задняя (Укана) Пшави, а ниже Орцкали, в нижней части Пшавской Арагви, находится община Магароскари. Географически Пшави расположена на границе Картли — Кахети и представляет собой горную часть этих двух уголков, хотя территория Пшави раньше считалась частью Кахетии, при современном административно-территориальном делении вся территория Пшави входит в Душетский муниципалитет Мцхета-Мтианетского края. Южная граница начинается от Шарахеви и проходит через ущелье Орцкал-Пшави (Шуафхо-Уканапшави) на восток и соединяется с главным хребтом Кавказа. Поверхность Пшави ровная к югу. Это относительно ниже, чем Тушети-Хевсурети. Её гипсометрическая высота составляет 1000—3000 м, поэтому территория вокруг Пшави не украшена белобородыми ледниками, хотя природа её более разнообразна, чем Хевсурети и Тушети.

## Известные уроженцы
- Лука Разикашвили — поэт, классик грузинской литературы, известный под литературным именем Важа-Пшавела.